# Zeche Cronenbank
Die Zeche Cronenbank ist ein ehemaliges Steinkohlenbergwerk in Bommern. Das Bergwerk war auch unter dem Namen Zeche Cronenberg bekannt. Das Bergwerk gehörte zum Märkischen Bergamtsbezirk und dort zum Geschworenenrevier Schlebusch.

## Bergwerksgeschichte
Bereits im Jahr 1787 war das Bergwerk im oberen Muttental in Betrieb, dieses Jahr war auch der vermutliche Förderbeginn. Am 10. April 1790 erfolgte die Verleihung des Längenfeldes. Die Herrichtung für den Abbau erfolgte durch den auswärtigen Bergmann Kessel. Ab 1796 war das Bergwerk außer Betrieb. Im April des Jahres 1837 erfolgte die Wiederinbetriebnahme nach vorheriger tieferer Lösung durch den Bommerbänker Erbstollen. Im selben Jahr wurde der tonnlägige Wetterschacht erweitert und bis zur Erbstollensohle tiefer geteuft. Außerdem wurde der Schacht zum Pferdegöpelschacht Ehrenfried umgebaut und mit dem erneuten Abbau begonnen. Es wurden zwei Flöze mit unterschiedlichen Mächtigkeiten in Verhieb genommen. Bei dem einen Flöz schwankte die Mächtigkeit zwischen 20 und 26 Zoll, bei dem anderen Flöz schwankte die Mächtigkeit zwischen 48 und 54 Zoll. Vom Bergwerk führte übertägig ein Zechenweg zur Witten-Elberfelder Chaussee. Im April 1857 wurde das Bergwerk stillgelegt. Am 20. Mai 1862 erfolgte unterhalb der St.-Johannes-Erbstollensohle die Konsolidierung zur Zeche Vereinigte Bommerbänker Tiefbau.

## Förderung und Belegschaft
Die ersten Förderzahlen stammen aus dem Jahr 1837, es wurden 19.672 Scheffel, das sind 1.279 Tonnen Steinkohle abgebaut. Im Jahr 1840 wurde mit 59.196 Scheffel (3.848 Tonnen), die maximale Förderung in der Bergwerksgeschichte erbracht. Die ersten Belegschaftszahlen stammen aus dem Jahr 1845, es waren in dem Jahr zwischen acht und sechzehn Bergleute beschäftigt. Mit dieser Belegschaft wurden 39.563 Scheffel (2.572 Tonnen) Steinkohle gefördert. 1847 wurden mit 12–17 Bergleuten 55.726 Scheffel (3.622 Tonnen) Steinkohle gefördert. Im Jahr 1850 wurden mit 12 Bergleuten 2.340 Tonnen gefördert. Im Jahr 1855 wurden mit 19 Bergleuten 6.233 preußische Tonnen Steinkohle gefördert. Dies sind die letzten bekannten Förder- und Belegschaftszahlen des Bergwerks.